# La Figuera
La Figuera é um município da Espanha na comarca de Priorat, província de Tarragona, comunidade autónoma da Catalunha. Tem 18,7 km² de área e em 2021 tinha 117 habitantes (densidade: 6,3 hab./km²).

## Demografia
| Variação demográfica do município entre 1991 e 2004 [carece de fontes?] | Variação demográfica do município entre 1991 e 2004 [carece de fontes?] | Variação demográfica do município entre 1991 e 2004 [carece de fontes?] | Variação demográfica do município entre 1991 e 2004 [carece de fontes?] |
| ----------------------------------------------------------------------- | ----------------------------------------------------------------------- | ----------------------------------------------------------------------- | ----------------------------------------------------------------------- |
| 1991                                                                    | 1996                                                                    | 2001                                                                    | 2004                                                                    |
| 135                                                                     | 123                                                                     | 124                                                                     | 220                                                                     |